# Nice (Unix)

Comanda UNIX nice (pronunțată nais) schimbă prioritatea unui proces. O valoare de -20 este prioritatea maximă, în timp ce 19 este prioritatea minimă.

## Sintaxă
```
nice [-n] prioritate comandă argumente
```

unde prioritatea se specifică cu ajutorul opțiunii -n, iar comandă și argumente desemnează comanda care trebuie rulată cu noua prioritate.
Schimbarea priorității unui proces care rulează deja se face cu ajutorul comenzii renice
```
renice [-n] prioritate pid [opțiuni]
```

unde pid este identificatorul procesului (process id).
Pentru ambele comenzi, prioritatea poate fi specificată incremental (+1, -5, etc.) sau poate fi specificată ca o valoare absolută, caz în care opțiunea -n este prezentă.
În GNU, comanda este implementată în pachetul coreutils.

## Exemple
```
renice +1 987
```

va incrementa prioritatea procesului 987

## Funcții de sistem
În UNIX, nice este și numele unei funcții de sistem:
```
#include <unistd.h>

int nice(int inc);
```

Funcția modifică prioritatea procesului curent cu valoarea incrementală inc.